# Марк Кюхнер
Марк Кюхнер (англ. Marc Kuchner, народ. 7 серпня 1972) — американський астрофізик, співробітник Центру космічних польотів Годдарда. Відомий в першу чергу участю у розробках коронографа, за допомогою яких можна відшукувати планети земного типу, і бере активну участь у розробці телескопа Terrestrial Planet Finder, а також майбутнього орбітального телескопа Джеймс Вебб, який імовірно прийде на заміну Хабблу.
Активний популяризатор ідей про планету-океан, вуглецеві планети. І автор спостережень за уламковим диском білого карлика G29-38. Диплом бакалавра отримав у Гарвардському університеті в 1994 році.
У 2009 році отримав премію від Товариства оптики та фотоніки за роботу над коронографом.